# Janowice (gmina Stare Miasto)
Janowice – wieś w Polsce, położona w województwie wielkopolskim, w powiecie konińskim, w gminie Stare Miasto.
W latach 1975–1998 miejscowość należała administracyjnie do województwa konińskiego.
Zobacz też: Janowice, Janowice Duże, Janowice Poduszowskie, Janowice Raczyckie, Janowice Wielkie